# Till the Next Goodbye
Till the Next Goodbye är en låt skriven av Mick Jagger och Keith Richards som lanserades på albumet It's Only Rock 'n Roll 1974. Låten började spelas in i Musicland Studios i München 1973, och inspelningarna kompletterades senare med Rolling Stones mobila inspelningsstudio, och slutligen i Island Recording Studios i London. Låten innehåller akustiskt gitarrspel av såväl Jagger, Richards och Mick Taylor. Taylor spelar även slidegitarr på låten och Nicky Hopkins medverkar på piano. Det är en ballad vars text handlar om ett otillfredsställt kärleksförhållande i New York. Gatorna 42nd Street och 52nd Street i staden nämns i texten. Musikaliskt drar låten åt countrymusik. Den har aldrig spelats på konsert och har inte heller funnits med på något av gruppens samlingsalbum. Dock spelades en officiell musikvideo in till låten.